# Wan Chia-hsin
Wan Chia-hsin (chinesisch 萬佳鑫, Pinyin Wàn Jiāxīn, * 26. Oktober 1993) ist ein taiwanischer Badmintonspieler. 

## Karriere
Wang Chia-hsin startete bei den Badminton-Juniorenweltmeisterschaften 2011 im Herreneinzel, wo er im Achtelfinale ausschied. Weitere Starts folgten bei den US Open 2012, den Chinese Taipei Open 2012, den Macau Open 2012, den US Open 2013, den Australia Open 2013, den New Zealand Open 2013 und den Thailand Open. Bei den Polish International 2013 belegte er Rang drei, bei den Bulgarian International 2013 Rang zwei.